# Чанаб
Чанаб или Чинаб, Ченаб (на хинди: चनाब; на урду: چناب; на пенджабски: ਚਨਾਬ; на английски: Chenab) е река в Индия и Пакистан, дясна съставяща на Панджнад (ляв приток на Инд). Дължина около 1100 km, площ на водосборния басейн 138 000 km². Река Чинаб води началото си от ледниците, спускащи се по югозападния склон на хребета Заскар (в Западните Хималаи), на 4732 m н.в. В пределите на Индия тече в дълбока и тясна долина предимно в западна посока. В района на индийския град Акхнур излиза от планините, навлиза в Пакистан и до устието си тече на югозапад през историко-географската област Пенджаб. Основните ѝ притоци са реките Джелам (десен) и Рави (ляв), като след устието на последната носи названието Тримаб. В района на град Алипур, на 103 m н.в. се слива с идващата отдясно река Сатледж и двете заедно образуват река Панджнад (дължина 80 km), ляв приток на Инд. Основното ѝ подхранване е снежно и ледниково, а по време на летните мусони – предимно дъждовно. Пълноводие от юни до октомври и зимно маловодие. Среден годишен отток при Акхнур (при изхода от планините) 890 m³/s, който надолу по течението намалява за сметка на отклоняването на вода по многочислените напоителни канали за напояване на около 200 000 ха земеделски земи. Най-големи канали са Горночинабски, Долночинабски и Горноджхански. Долината на реката е гъсто населена, като най-големите градове са Вазирабад, Чиниот, Джхангмагхияна, Мултан Музаффаргарх..